# 9438 Satie
9438 Satie este un asteroid din centura principală de asteroizi.

## Descriere
9438 Satie este un asteroid din centura principală de asteroizi. A fost descoperit pe 5 martie 1997 la Kitt Peak National Observatory în cadrul proiectului Spacewatch. Asteroidul prezintă o orbită caracterizată de o semiaxă mare de 2,23 ua, o excentricitate de 0,20 și o înclinație de 3,8° în raport cu ecliptica.